# Gotlandsk Pelsfår
Gotlandsk pelsfår eller "Gotlændere" stammer fra den svenske ø Gotland.
I dag er det antalsmæssigt den største race i Fårkontrollen i Sverige  og også en af de mest almindelige racer i Danmark.
Det gotlandske pelsfår findes desuden i Storbritannien, Holland, Tyskland, New Zealand, Australien og er ved at blive indført i USA.

## Oprindelsen
Det menes at dets forfædre opstod ved at krydse lokale landracefår med karakul- og romanov-får, der blev bragt til Gotland af vikingerne fra deres togter dybt inde i Rusland. Vikingerne medbragte får på deres togter for at have kød.
Gutefårene menes at nedstamme direkte fra disse krydsninger. Siden 1920’erne har først en intensiv udvælgelse blandt gutefårene og senere en bevidst avl ført til gotlandske pelsfår.

## Gotlændere i Danmark
De første gotlændere kom til Danmark fra Sverige i 1960'erne. Siden er der importeret ganske få avlsdyr for at få nyt blod.
Gotlænderforeningen blev grundlagt i 1982 af en gruppe entusiastiske avlere.
I dag er der over 10.000 gotlændere i Danmark. De giver gode avlsdyr, fine pelsskind og uld- og kød af høj kvalitet til rimelige priser. Mange lammeproducenter vælger gotlændere som moderdyr for at sikre en høj lammeprocent og lette læmninger.

## Racebeskrivelse[2]

### Eksteriør
Hovedet er fint og uldfrit med ret eller buet næseryg – såvel får som vædder er uden horn. Kroppen er lang og elegant med et svagt hældende kryds. Halen er kort. Benene er uldfrie og forholdsvis lange og spændstige. Hoved og ben er hovedsagelig sorte, dog accepteres hvid blis. Pelsfarven varierer fra lys til mørkegrå. De udvoksede får vejer 60-70 kg og vædderne 70-90 kg.

### Egenskaber
Det gotlandske pelsfår er et nordisk korthalefår, der stadigvæk har sine oprindelige instinkter. Dvs. gode moderegenskaber, stor mælkeproduktion og lette læmninger. Racen egner sig godt til såvel nybegyndere som til store fårebesætninger. Det gotlandske pelsfår er en hårdfør og robust race. Det er i stand til at vandre langt for at opsøge føde og trives derfor bedst på større arealer og egner sig udmærket som landskabsplejer. Det er tillidsfuldt og nemt at omgås.

### Avlsmål
Det gotlandske pelsfår skal på 120-150 dage kunne producere to lam a mindst 35-45 kg levende vægt, hvilket er flere kg lam end fårets egen vægt.
Slagtekroppen skal have god muskelfylde, især på ryg, køller og bove – et lavt fedtindhold samt en slagtevægt mellem 16-22 kg. I Danmark bliver slagtelammene markedsført som en specialitet under navnet Gotlam.
Pelsskindet skal være jævn og ren i farven i nuancerne lys-, mellem- og mørkegrå. Håret skal have en fast og ensartet krøl på hele skindet med god udbredelse og god form.
Pelshåret skal være glansfuldt og silkeagtigt uden at være tyndt. I avlsarbejdet bliver der især lagt vægt på pelsens kvalitet, idet skindet fra slagtelammene efter garvning og nedklipning anvendes bl.a. til pelse i luksuskvalitet. Skind af god kvalitet bidrager meget til økonomien i gotlænderavlen.
Ulden fra det gotlandske pelsfår er glansfuld, blød og krøllet, hvorfor garnet får et smukt farvespil og en karakteristisk silkeagtig glans og blødhed. Sælges som Dansk Pelsuld og bidrager ligeledes til økonomien.
Avlsmålene er siden 1983 kontinuerligt fulgt op ved en årlig mønstring i en alder af ca. 120 dage på den enkelte gård og ved landsbedømmelse af de bedste vædderlam. Landsbedømmelsen følges op ved en årlig bedømmelse af de bedste vædderlam i nedklippet stand. Avlsresultaterne registreres i den svenske fårekontrol.